# Beatrice Tinsley
Beatrice Muriel Hill Tinsley, née le 27 janvier 1941 à Chester et décédée le 23 mars 1981, est une astronome et cosmologiste néo-zélandaise dont les recherches ont constitué des contributions fondamentales à la compréhension d'un point de vue astronomique de l'évolution des galaxies dans le temps.

## Biographie
Elle est née sous le nom de jeune fille de Béatrice Muriel Hill à Chester, Angleterre en 1941, seconde de trois sœurs, et émigre en Nouvelle-Zélande avec sa famille à la suite de la Seconde Guerre mondiale. Sa famille vit tout d'abord à Christchurch, puis plus longtemps à New Plymouth. Son père est un ecclésiastique, membre du mouvement Réarmement moral, puis plus tard maire. Pendant ses études à Christchurch, elle se marie avec son camarade d'étude et physicien Brian Tinsley, ne sachant pas que cela l'empêcherait de travailler à l'Université aussi longtemps qu'il y serait lui-même employé. Ils déménagent en 1963 à Austin (Texas, États-Unis), mais elle y subit les mêmes restrictions. En 1974, après des années où elle cherche l'équilibre entre son foyer, sa famille et deux carrières qui se télescopent, elle abandonne son mari et ses deux enfants adoptifs pour prendre un poste de professeur assistant à Yale. Elle y travaille jusqu'à sa mort, d'un cancer, à la Yale Infirmary en 1981. Ses cendres sont enterrées dans le cimetière du Campus de l'Université.

## Études
Beatrice Tinsley est lycéenne à la New Plymouth Girls' High School, puis étudiante à l'Université de Canterbury où elle obtient un diplôme de Bachelor of Sciences (B.Sc.) puis un master en sciences en 1961, avec les Honneurs de première classe en physique. Son travail de doctorat en 1966 est distingué par l'Université du Texas à Austin, avec sa thèse Evolution of Galaxies and its Significance for Cosmology.

## Activité professionnelle
Beatrice Tinsley effectue les études théoriques sur la façon dont vieillissent les populations d'étoiles et comment cela affecte les qualités observables des galaxies. Elle collabore également à des recherches de base sur des modèles d'investigation sur l'éventuelle fermeture ou ouverture de l'Univers. Son modèle de galaxies mène aux premières approximations de ce à quoi devaient ressembler des protogalaxies.
En 1974, elle est récompensée du Prix d'astronomie Annie J. Cannon de l'American Astronomical Society, décernée pour des  "recherches remarquables et promesses de recherches futures par un chercheur postdoctoral de sexe féminin", en reconnaissance de son travail sur l'évolution des galaxies.
En 1977, Beatrice Tinsley, avec Richard Larson de Yale, organise une conférence sur l'évolution des galaxies et populations stellaires.
Peu après, en 1978, elle devient professeur d'astronomie à l'université Yale. Sa dernière publication scientifique, soumise à l'Astrophysical Journal, dix jours avant sa mort, est publiée de façon posthume en novembre, sans révision,

## Hommages
En 1986 l'American Astronomical Society fonde le Prix Beatrice M. Tinsley, qui distingue "une recherche remarquable par sa contribution à l'astronomie ou à l'astrophysique, d'un caractère exceptionnellement inventif ou novateur". La récompense exclue les restrictions relatives à la citoyenneté ou le pays de résidence des candidats.
L'astéroïde de la ceinture principale (3087) Beatrice Tinsley, découvert en 1981 à l'observatoire de la 'Mt John University' près de Tekapo, est baptisé en son honneur.
En 1989, l'Université du Texas à Austin institue une dotation pour la 'Beatrice M. Tinsley Centennial Visiting Professorship', qui fournit un revenu annuel suffisant pour inviter d'éminents astronomes à présenter un colloque, faire de la recherche en collaboration avec la faculté et de partager leur expertise avec le corps professoral et les étudiants. En 2007 ils ajoutèrent le 'Tinsley Scholars', récompense de chercheurs plus jeunes pour permettre de brefs voyages à Austin. En 2005, le Circa Theatre de Wellington monta une pièce intitulée Bright Star (en français : L'étoile brillante), sur la vie de Beatrice Tinsley. La 'Wellington Astronomical Society' organisa des séances d'observation au télescope à l'extérieur du théâtre, sur la jetée voisine du Museum de Nouvelle-Zélande Te Papa Tongarewa.
En septembre 2009, le Département de Physique et d'Astronomie de l'université de Canterbury crée le 'Beatrice Tinsley Institute', qui rassemble leurs programmes de recherche, les installations scientifiques et les programmes d'éducation d'enseignement pour l'astronomie et l'astrophysique.
En décembre 2010, le 'New Zealand Geographic Board' (Institut géographique néo-zélandais) baptise officiellement Mont Tinsley un sommet des 'Kepler Mountains' (eux-mêmes baptisés d'après l'astronome Johannes Kepler),.

### Sélection de livres
- Correlation of the Dark Mass in Galaxies with Hubble type (Corrélation entre la masse sombre des galaxies et leur type Hubble), 1981, Royal Astronomical Society, Monthly Notices, vol. 194, p. 63-75
- Relations between Nucleosynthesis Rates and the Metal Abundance (Relation entre le taux de nucléosynthèse et l'abondance des métaux), 1980, Astronomy and Astrophysics, vol. 89, no. 1-2, p. 246-248
- Stellar Lifetimes and Abundance Ratios in Chemical Evolution (Durée de vie des étoiles et taux d'abondance dans l'évolution chimique), 1979, Astrophysical Journal, Part 1, vol. 229, p. 1046-1056
- Colors as Indicators of the Presence of Spiral and Elliptical Components in N Galaxies (Des couleurs comme indicateurs de présence de composants spiraux et elliptiques dans les galaxies N), 1977, Publications of the Astronomical Society of the Pacific, vol. 89, p. 245-250
- Surface Brightness Parameters as Tests of Galactic Evolution (Paramètres de brillance superficielle comme test d'évolution galactique), 1976, Astrophysical Journal, vol. 209, p. L7-L9
- The Color-Redshift Relation for Giant Elliptical Galaxies (La relation couleur-décalage vers le rouge pour les galaxies elliptiques géantes), 1971, Astrophysics and Space Science, Vol. 12, p. 394
- (en) Christine Cole Catley, Bright star : Beatrice Hill Tinsley, astronomer [« Une étoile brillante : Béatrice Hill Tinsley, astronome »], Auckland, Cape Catley, 2006, 445 p. (ISBN 978-1-877340-01-7 et 1-877-34001-4, OCLC 76961641)

- (en) Edward Hill, My daughter Beatrice : a personal memoir of Dr. Beatrice Tinsley, astronomer, New-York, American Physical Society, 1986 (1re éd. 1980), 118 p. (ISBN 978-0-88318-493-6 et 0-883-18493-1, OCLC 13699576)
- Richard J. Dodd, « Appreciation : Beatrice M. Tinsley, 1941-1981 (Reconnaissance : Béatrice Tinsley, 1941-1981) », Southern Stars, vol. 30,‎ 1984, p. 429–431 (Bibcode 1984SouSt..30..429D)

- (en) Sandra Faber, « Obituary: Beatrice Tinsley (Nécrologie : Béatrice Tinsley) », Physics Today, vol. 34, no 9,‎ 1981, p. 110
- (es) Maria D. Guarnieri et Maria G. Pancaldi Stagni, « Beatrice Muriel Hill Tinsley: una vita per la scienza (Une vie pour la science) », Orione, vol. 11,‎ 1991, p. 28–33 (Bibcode 1991Ori....11...28G)

- (en) Richard B. Larson et Linda L. Stryker, « Beatrice Muriel Hill Tinsley », Quarterly of the Royal Astronomical Society, vol. 23,‎ 1982, p. 162–165 (Bibcode 1991Ori....11...28G)

- (en) Scott Whineray (ed.), Beatrice (Hill) Tinsley, 1941-1981, Astronomer : A Tribute in Memory of an Outstanding Physicist [« Béatrice Tinsley, 1941-1981, astronome, hommage en mémoire d'une physicienne remarquable »], Palmerston North, N.Z., Massey University ; Dunedin, N.Z.? : New Zealand Institute of Physics Education Committee, 1985 (OCLC 681485666)